# Бабья (гора)
Бабья гора (словац. Babia Hora, пол. Babia Góra, Бабя-Гура, Бабягура) — гора, высшая точка горного массива Западные Бескиды в Карпатах, расположена на границе Польши и Словакии. Высота 1725 метров.
В окрестностях обитают медведи, рыси, волки и другие животные.
Бабья гора была впервые упомянута в хрониках Яна Длугоша XV века.